# Барон Вентрі
Барон Вентрі (англ. - Baron Ventry) – аристократичний титул в перстві Ірландії. 

## Історія баронів Вентрі
Титул барон Вентрі з Вентрі, що в графстві Керрі (Ірландія) створений в 1800 році для сера Томаса Маллінза – І баронета Маллінз. У 1797 році він отримав титул баронета Бренхем, що в графстві Керрі в баронетстві Ірландії. Аристократична родина Маллінз стверджує, що вони походять від норманського феодала Де Молейнса, що брав участь у завоюванні Ірландії і отримав за це землі від короля Англії. Онук І барона Вентрі, що успадкував титул від свого дядька і став ІІІ бароном Вентрі, відновив своє нібито «давнє» прізвище Де Молейнс за згодою корони в 1841 році. Його син успадкував титул і став IV бароном Вентрі. Він був депутатом Палати лордів парламенту Об’єднаного Королівства Великої Британії та Ірландії як представник Ірландії в 1871 – 1914 роках. Він також взяв додаткове прізвище Евілі, яке було прізвищем одного з його предків. Його молодший син успадкував титул і став VI бароном Вентрі. Він одружився з Евелін Мюріель Стюарт Добені. На сьогодні титулом володіє їх онук, що став VIII бароном Вентрі, що успадкував титул від свого дядька в 1987 році. У 1966 році від взяв собі прізвище Добеней де Молейнз. 
Родовим гніздом баронів Вентрі нині є Хілл Еррол-Хаус, що біля Еррола (графство Пертшир). У старі часи традиційним родовим гніздом баронів Вентрі був замок Барнгам-Хаус, що біля Дінгла (графство Керрі, Ірландія). Але барони Вентрі продали Барнгам-Хаус в 1920-тих роках після здобуття Ірландією незалежності. Зараз Барнгам-Хаус – це школа для дівчат.  

## Барони Вентрі (1800)
- Томас Маллінз (1736 – 1824) – І барон Вентрі
- Вільям Таунсенд Маллінз (1761 – 1827) – ІІ барон Вентрі
- Томас Таунсенд Аремберг де Молейнс (1786 – 1868) – ІІІ барон Вентрі
- Дейроллс Блейкні Евелі-де-Молейнс (1828 – 1914) – IV барон Вентрі
- Фредерік Россмор Воукоп Евелі-де-Молейнс(1861 – 1923) – V барон Вентрі
- Артур Вільям Евелі-де-Молейнс (1864 – 1936) – VI барон Вентрі
- Артур Фредерік Добіні Олав Евелі-де-Молейнс (1898 – 1987) – VII барон Вентрі
- Ендрю Гарольд Уеслі Добені де Молейнс (1943 р. н.) – VIII барон Вентрі

Спадкоємцем титулу є єдиний син теперішнього власника титулу його ясновельможність Френсіс Уеслі Добені де Молейнс (1965 р. н.). Імовірним спадкоємцем спадкоємця є його двоюрідний брат Ендрю Дермод Воукоп (1932 р. н.). Спадкоємцем імовірного спадкоємця спадкоємця є його старший син Джеймс Ендрю Воукоп (1963 р. н.). Спадкоємець імовірного спадкоємця передбачуваного спадкоємця є його старший син Ангус Воукоп (1995 р. н.).  